# Романс
Романс (ісп. romance/romanza, англ. romance, італ. romanza, нім. Romanze, фр. romance, порт. romance, рум. romanţă) — невеликий за обсягом вірш та музичний твір для сольного співу з інструментальним акомпанементом.

## Загальний опис
Так називалися пісні народною мовою в Іспанії, на противагу пісням латиною, які пов'язувалися спочатку з боротьбою проти маврів. Пізніше вони поширились і в інших країнах, набувши відмінного змісту, ставши піснями про кохання (Англія, Франція та інші).
В Україні вже в XIX столітті романс існував як авторська пісня, тут до його поширення долучалися й українські поети (Є. Гребінка: «Очи черные…»). На межі XIX–XX століття романс поширився в українській ліриці (Леся Українка, Агатангел Кримський та інші), маючи спорадичні прояви і в попередні роки.
Перший цикл романсів вів Людвіг Ван Бетховен, Франц Шуберт, Роберт Шуман (Німеччина), Дмитро Бортнянський.
Так, у поетичній спадщині Спиридона Черкасенка знаходимо чимало романсів («К. К-вій», «Ви не забули», «Не проклинай», «З квіток рожевих», «Хвилини щастя» та інші). В українській музиці також вживається термін «солоспів».
На початку і в середині XX століття всесвітньо відомими стали українські пісні-романси «В саду осіннім айстри білі» (народна), «Черемшина» (музика Василя Михайлюка, слова Миколи Юрійчука), «Квітка з полонини» (Романа Савицького).

## Відомі виконавці
- Анатолій Солов'яненко[1]
- Іван Козловський
- Валерій Агафонов
- Ізабелла Юр'єва